# Silvanoprus scuticollis
Silvanoprus scuticollis är en skalbaggsart som först beskrevs av Walker 1859.  Silvanoprus scuticollis ingår i släktet Silvanoprus och familjen smalplattbaggar. Inga underarter finns listade i Catalogue of Life.